# (523752) 2014 VU37
(523752) 2014 VU37 est un objet transneptunien faisant partie des cubewanos et une planète naine potentielle pour un diamètre de plus de 400 km.